# Ferroeletricidade

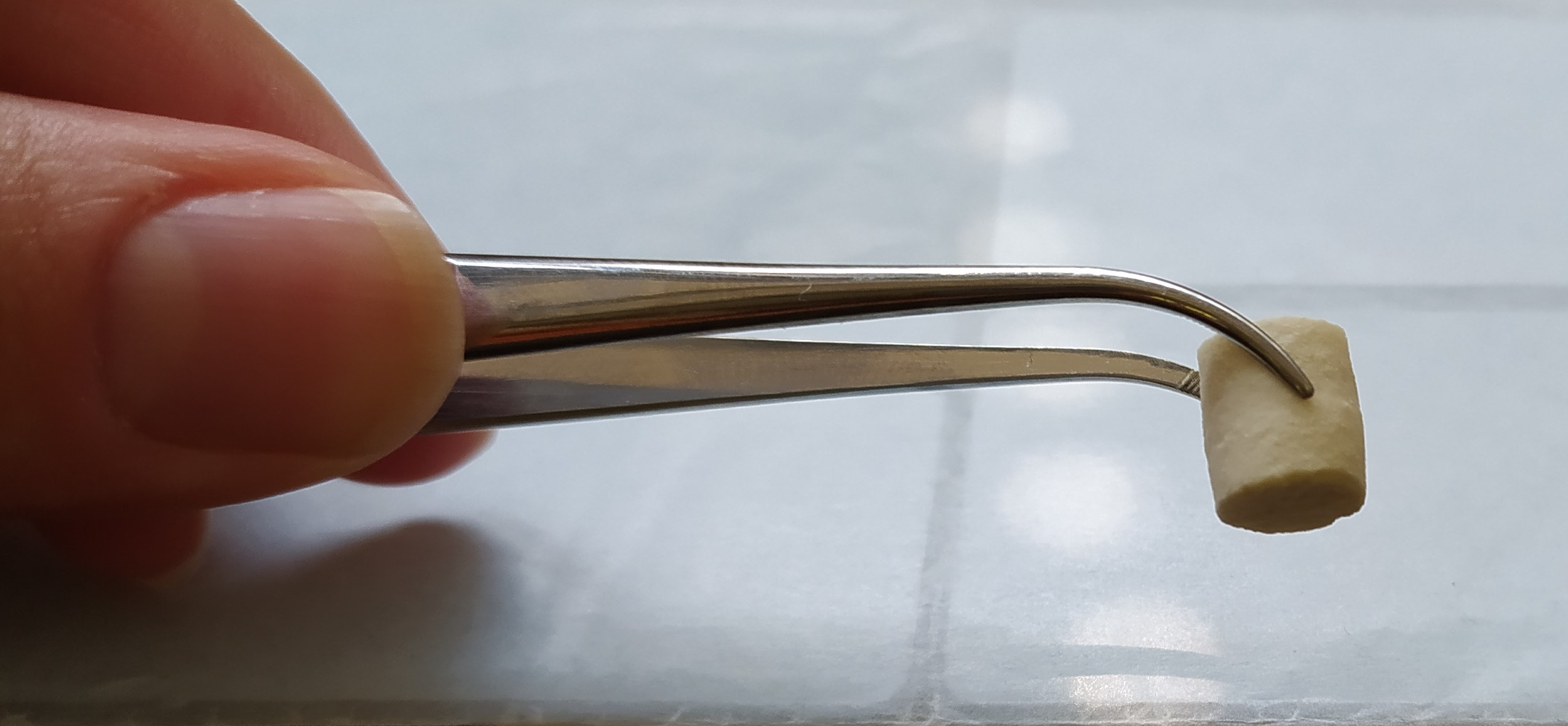
Cerâmica funcional.

A ferroeletricidade é uma característica de certos materiais que possuem uma polarização elétrica espontânea que pode ser revertida pela aplicação de um campo elétrico externo. Esta propriedade foi descoberta por Joseph Valasek em 1921 estudando as propriedades dielétricas do sal de Rochelle. O termo Ferroeletricidade foi adotado a partir de 1940 pelo fato de que esses materiais possuírem um ciclo de histerese similar ao ciclo de histerese Ferromagnética.
Os materiais que possuem propriedades ferroelétricas são de estrutura cristalina e são dielétricos, ou seja não conduzem corrente elétrica. O que caracteriza os materiais ferroelétricos é que eles possuem polarização espontânea em determinada faixa de temperatura e sua polarização pode ser invertida com a aplicação de um campo elétrico externo.

## Materiais Ferroeléctricos
Hoje em dia o material ferroelétrico de maior importância é o Titanato de Bário, sendo usado no fabrico de condensadores de multicamada. Este material adopta a estrutura cristalina da Perovskita. Outros materiais ferroelétricos que adoptam a mesma estrutura são o Titanato de Chumbo, o Niobato de Potássio, o Bismutato de Ferro. Materiais ferroelétricos podem também adoptar a estrutura cristalina das fases Aurivillius ou do pirocloro.

## Escala atômica
Ferroeletricidade em óxido de háfnio lubrificado por ultrafinos (HfO2), um óxido de estrutura de fluorita cultivado por deposição de camada atômica em silício. A persistência de quebra de simetria de inversão e polarização espontânea e comutável até a espessura de um nanômetro. A ferroeletricidade nos filmes com apenas 1 nanômetro de espessura significa que essas células de armazenamento podem ser reduzidas a dimensões abaixo do que se acreditava ser possível antes de 2020.

## Ferroeletricidade assimétrica
Cem anos depois que a ferroeletricidade foi relatada pela primeira vez, um fenômeno qualitativamente diferente, a ferroeletricidade assimétrica, é relatada em cristais de engenharia em escala atômica. Ao contrário da estrutura centrossimétrica de alta temperatura que prevalece nos cristais ferroelétricos, os cristais aqui quebram a simetria de inversão por projeto. Uma ferroeletricidade assimétrica é encontrada devido à não uniformidade dos dipolos polarizados. Em um estudo teórico sistemático sobre o comportamento ferroelétrico de filmes ferroelétricos ultrafinos de três componentes imprensados entre eletrodos. Usando cálculos, os pesquisadores demonstram que tais estruturas têm ferroeletricidade assimétrica intrínseca, que é robusta mesmo em nanoescala. Além disso, o estudo mostrou que existe certa relação entre as direções de polarização e as sequências geométricas de empilhamento das superredes. Ela pode ser controlada pela ordem de empilhamento da camada atômica projetada e periodicidade da superrede.